# JR西日本キハ189系気動車
キハ189系気動車（キハ189けいきどうしゃ）は、西日本旅客鉄道（JR西日本）の特急形気動車である。

## 概要
特急「はまかぜ」で使用されていたキハ181系の置き換え用を目的として7編成21両が製造され、2010年（平成22年）11月7日より営業運転を開始した。
キハ181系で連結されていたグリーン車は設定されておらず、全て普通車のみで組成される。製造は新潟トランシスが担当した。
営業運転開始前の2010年（平成22年）9月18日に豊岡駅、同年9月19日に浜坂駅・香住駅、同年10月17日に姫路駅・神戸駅の順に車両展示会が実施された。
なお、本系列の投入に伴い、山陰本線和田山駅 - 居組駅間と播但線寺前駅 - 和田山駅間の駅ホームの嵩上げや、信号設備・線形など、地上設備の改良も実施された。改良の完了までは、エンジン出力を1基当たり198 PSに制限していたが、2012年（平成24年）3月17日のダイヤ改正からスピードアップと所要時間短縮が実施されている。

## 車両概説

### 車体
ステンレス製で、先頭部のみ鋼製としている。外観デザインは、ステンレスの地色を主体に、茜色を車体側面の帯や前面のアクセントとして採用している。乗降扉は姫路方に1,000 mmの引戸で1か所としており、半自動ボタンが設置されている。なお、扉部分にはステップは設けられていない。
安全面では、オフセット衝突対策や衝撃吸収構造の採用で車体構造が見直され、車両連結面には転落防止幌が設置されているが、先頭車前面は無し。先頭車前面はパノラミックウインドウや灯具の配置など、キハ82形、キハ181系のデザインを踏襲していて、連結器は電気連結器付き密着連結器となる。デザインを踏襲したこともあり国鉄色の再現も候補にあったが、側面の窓回りだけ国鉄色をイメージする。
基本編成（3両）以上であれば、主に新快速で使用されている223系電車・225系電車などと同等の最高速度130 km/hで走行が可能である。中間車を抜いて2両編成で運用することも可能であるが、この場合最高速度は120 km/hに抑えられる。
側面の種別・行き先表示器は、キハ187系気動車と同様に LED 式を採用しており、キハ187系とは異なり、前面貫通扉部分に列車愛称表示器は設置されていない。

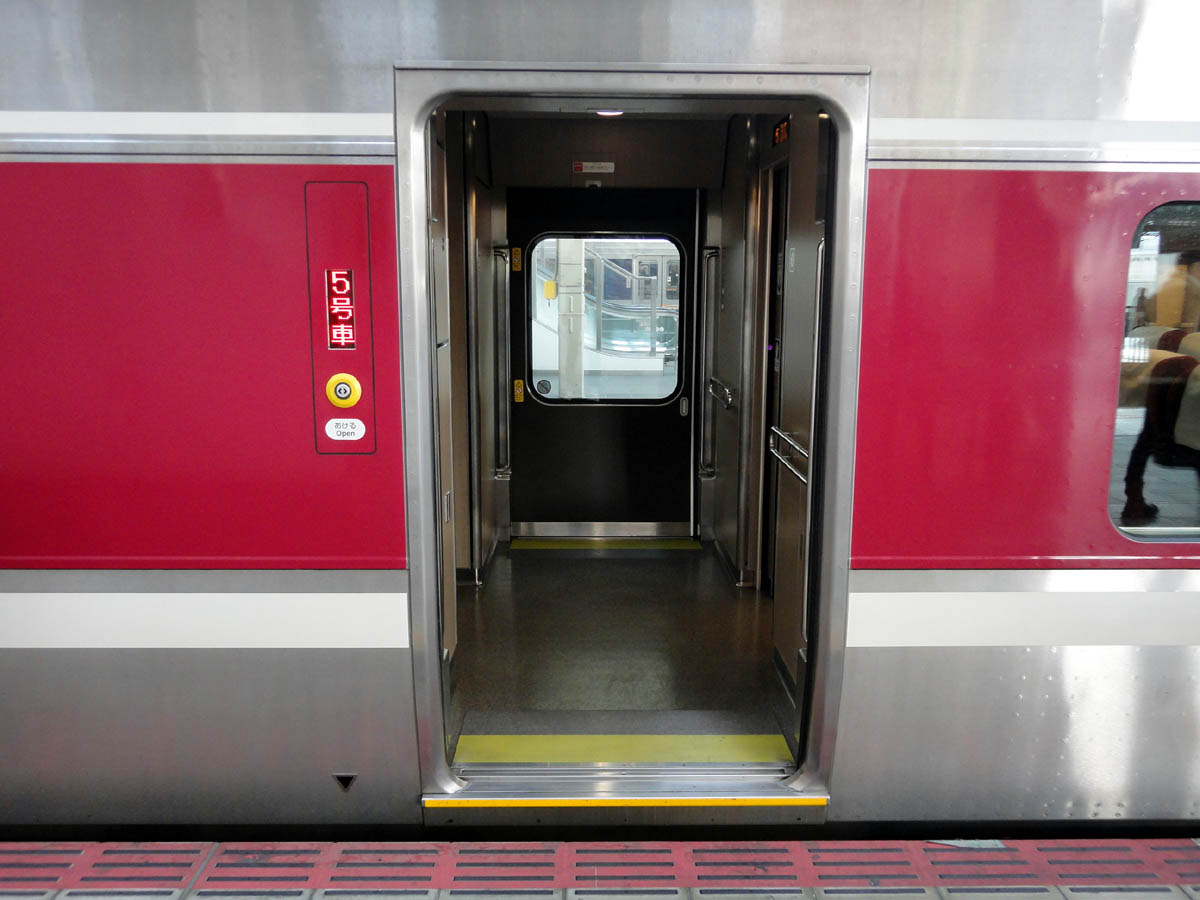
半自動機能が備えられた乗降扉
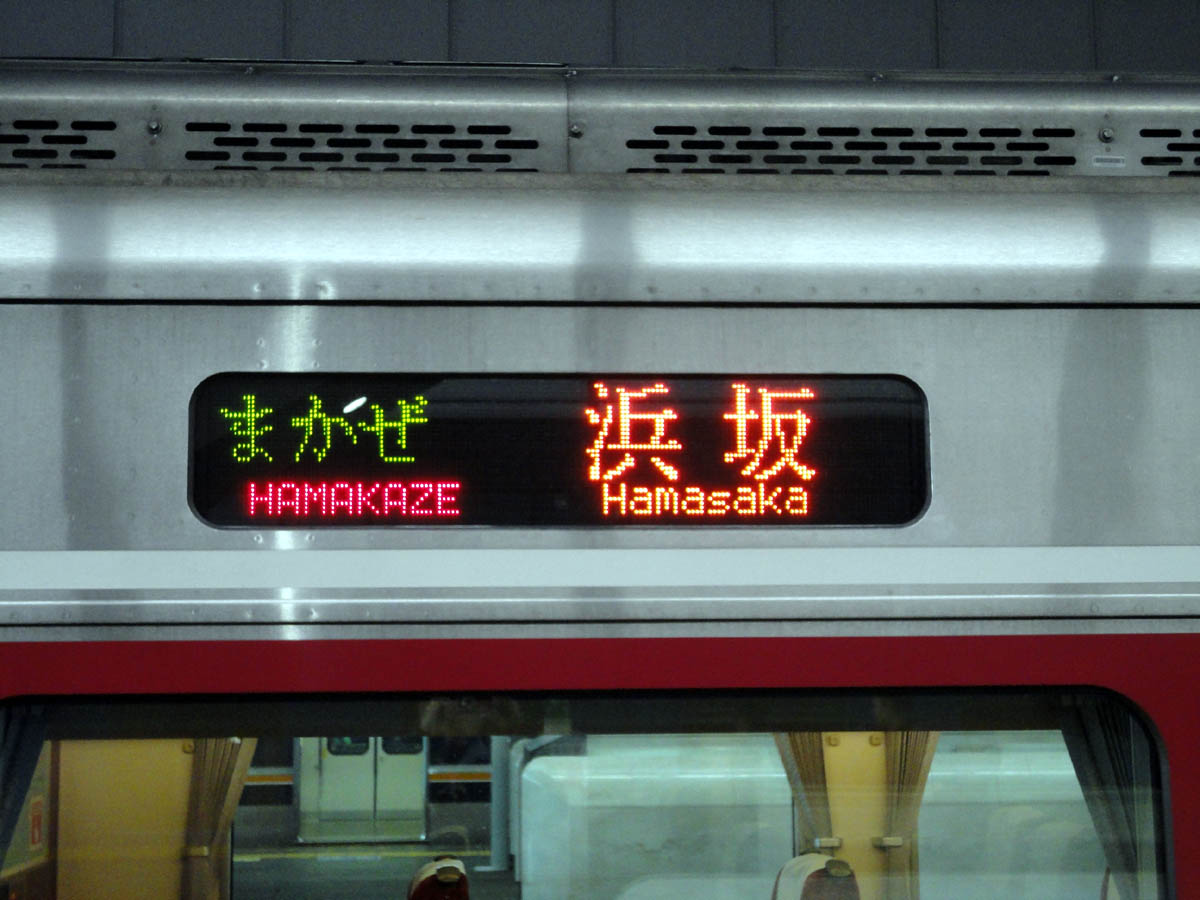
行き先表示器

### 車内
座席は683系電車4000番台に準ずるリクライニングシートを横2+2列の4アブレストで配置するが、モケットは青色から赤色に変更されている。シートピッチはキハ181系の910 mmから970 mmに拡大し、車端部座席にモバイル機器用コンセントが設置され、キハ189形0番台にはバリアフリー設備として多目的室や車椅子での使用に対応した洋式トイレが設置されている。
客室内には LED 式の車内案内表示装置が設置されている。

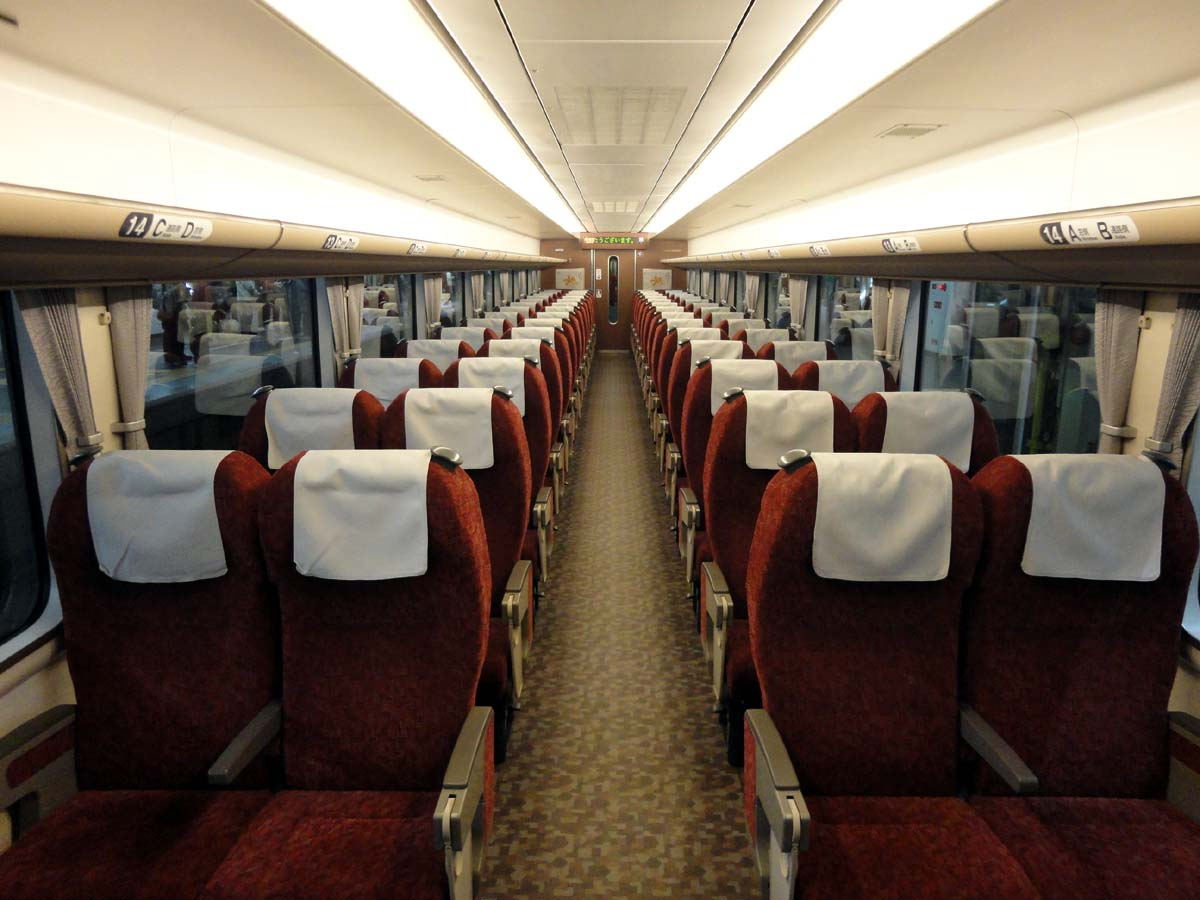
車内
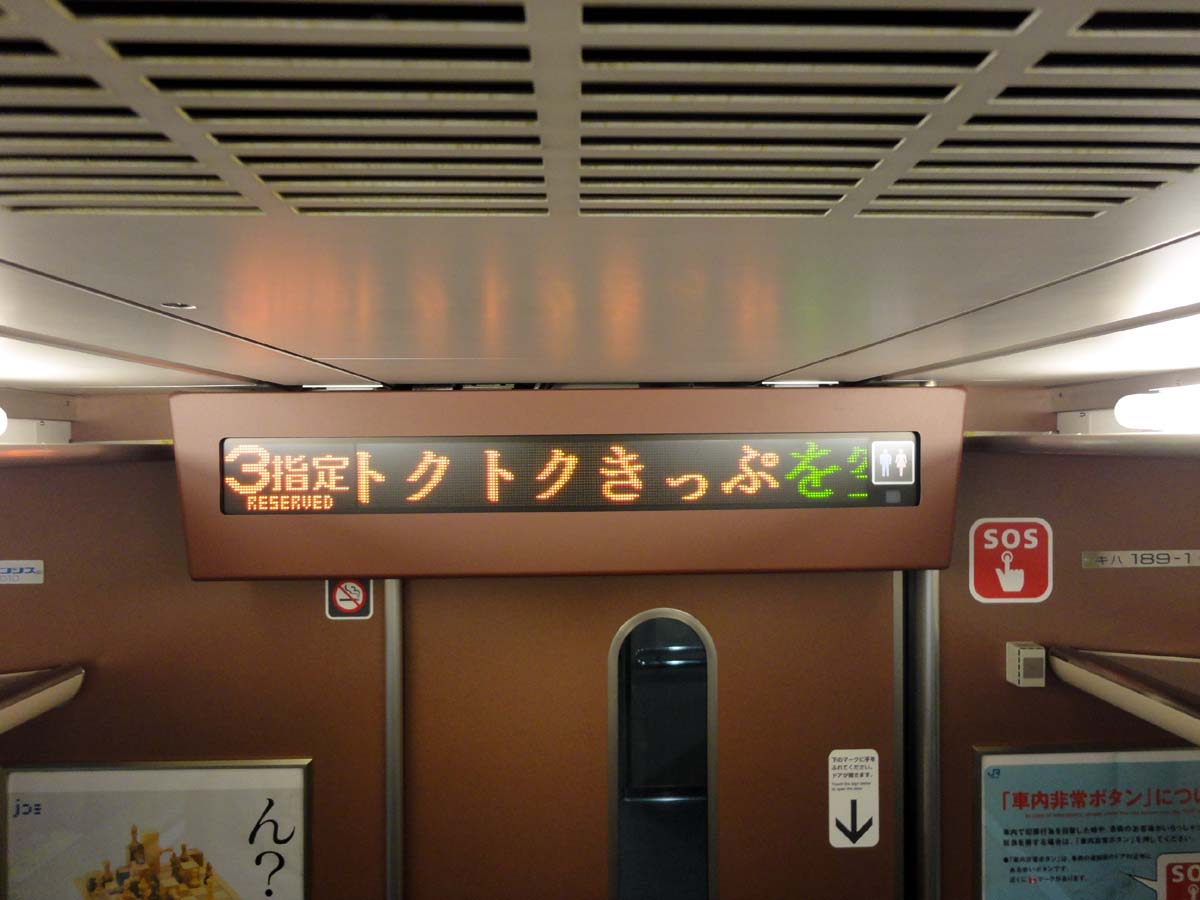
車内案内表示装置

### 主要機器

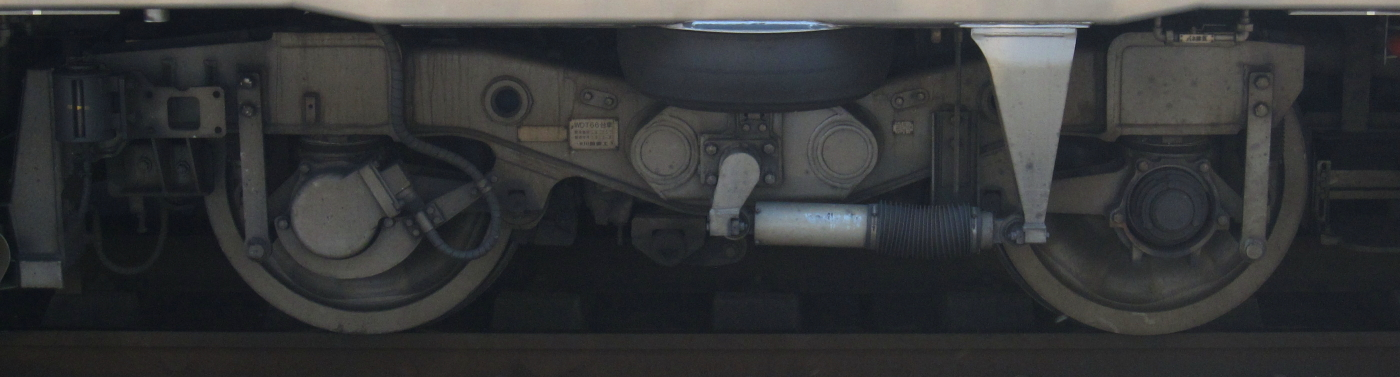
台車（WDT66）
台車左寄りには排障器が見える。

各車両にディーゼルエンジン2基、電源装置1台、空気圧縮機2台、燃料タンク（650 L）2台、蓄電池が搭載されている。
エンジンは、排気をクリーンにするためにコモンレール燃料噴射装置を採用し、排出ガス中の窒素酸化物やすすなどの排出量を低減させたコマツ製のSA6D140HE-2を各車両に2基ずつ搭載する。エンジン1基の定格出力は331 kW (450 PS)、定格回転数は2,100 rpmで、過給機および吸気冷却装置を備える。このほか、キハ181系やキハ40・47形と同等の車両性能に変更できるよう、性能選択スイッチが搭載されている。
空気圧縮機（C600）はベルト駆動式を採用し、毎分600 Lの容量が備わっている。
空調装置などのサービス用電源装置として、エンジンの駆動力を利用した発電機が搭載されており、電源装置は用途に応じて、三相交流440 V・50 kVA、交流100 V・10 kVA、直流100 V・5 kW、直流24 V・2 kWの4種を供給する。
台車は1軸駆動式で、223系で実績のある軸梁式の WDT66 ボルスタレス台車を採用。アンチローリング装置を設置し、急カーブの通過を考慮して先頭車両台車の先頭軸にはフランジ塗油装置を備えている。
ブレーキには、台車ごとの制御となる機関ブレーキ・排気ブレーキ併用電気指令式空気ブレーキを採用する。基礎ブレーキ装置は踏面ユニットブレーキ（動軸）/ディスクブレーキと踏面ユニットブレーキの併用（従軸）となっている。
空調装置は、集約分散式の WAU707A が1両あたり2基屋根上に搭載される。冷房能力は1基あたり23.26 kW（20,000 kcal/h）で、1両あたり46.51 kW（40,000 kcal/h）となっている。

## 編成・形式
- キハ189形
  - 0番台（Mc1）

鳥取・草津向きの制御車。前位寄りに運転台、後位寄りにトイレ・洗面所・車椅子対応設備・多目的室を備える。定員40名。
  - 1000番台（Mc2）

姫路向きの制御車。前位寄りに運転台を備える。定員60名。

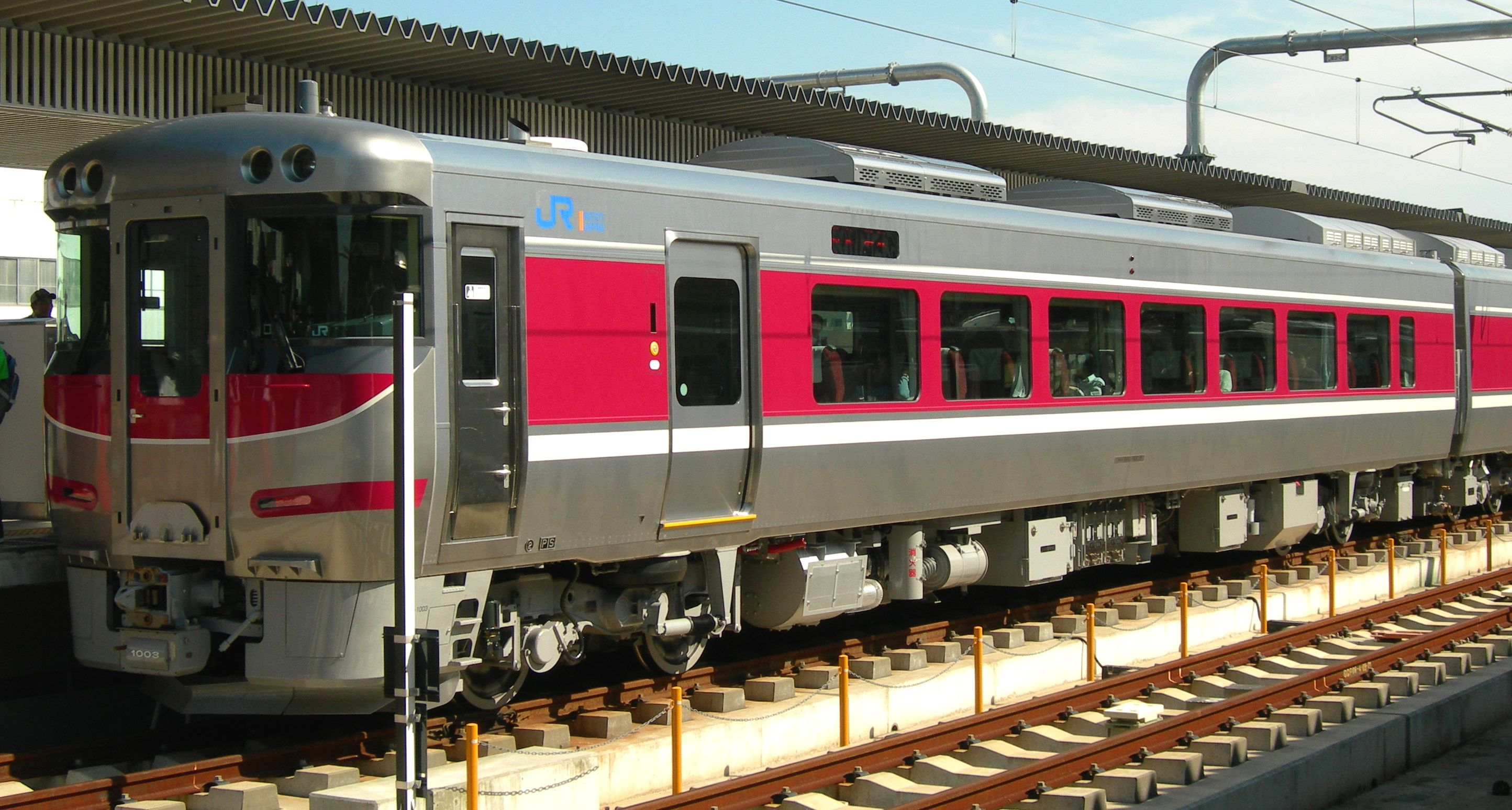
キハ188形（M1）
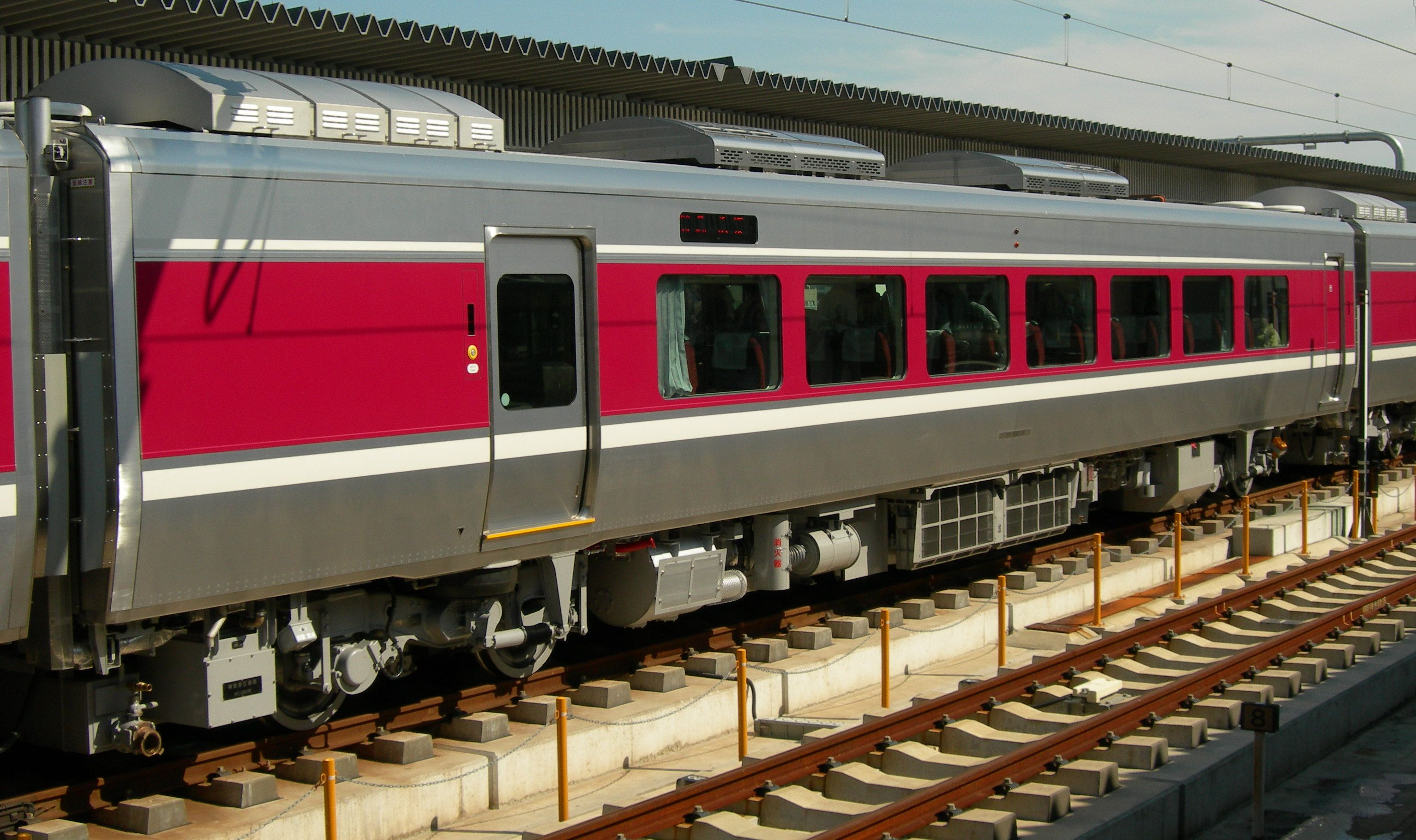
キハ188形 （キハ188-3）
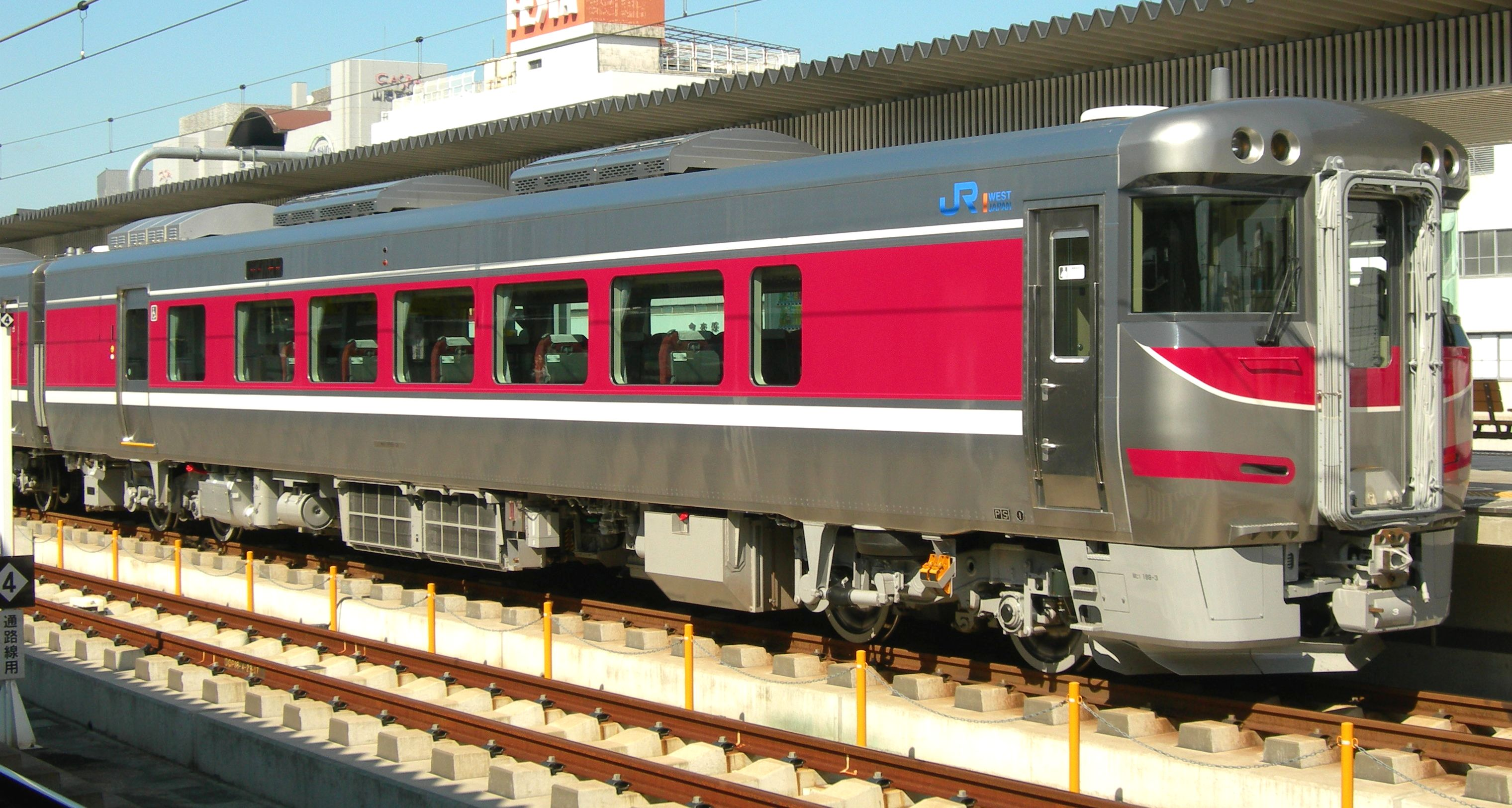
キハ189形0番台 （キハ189-3）

中間車。前位寄りに車内販売準備室（業務用室）、後位寄りにトイレが設置されている。乗降扉のほか車内販売準備室部分に業務用扉を設ける。定員56名。
| ← 鳥取／草津姫路 → | ← 鳥取／草津姫路 →  | ← 鳥取／草津姫路 → | ← 鳥取／草津姫路 →     |
| ------------------ | ------------------- | ------------------ | ---------------------- |
| 形式               | キハ189 -#0 （Mc1） | キハ188 -#0 （M1） | キハ189 -#1000 （Mc2） |
| 定員               | 40                  | 56                 | 60                     |

- キハ189形1000番台
（キハ189-1003）
- キハ188形
（キハ188-3）
- キハ189形0番台
（キハ189-3）

### 編成表
2024年（令和6年）10月1日現在
- 全車新潟トランシスで製造[1]

| ← 鳥取／草津姫路 → | ← 鳥取／草津姫路 → | ← 鳥取／草津姫路 → | ← 鳥取／草津姫路 → | ← 鳥取／草津姫路 →   |
| ------------------ | ------------------ | ------------------ | ------------------ | -------------------- |
| 編成 番号          | キハ 189           | キハ 188           | キハ 189           | 備考                 |
| H1                 | 1                  | 1                  | 1001               |                      |
| H2                 | 2                  | 2                  | 1002               |                      |
| H3                 | 3                  | 3                  | 1003               |                      |
| H4                 | 4                  | 4                  | 1004               |                      |
| H5                 | 5                  | 5                  | 1005               | 「はなあかり」に改造 |
| H6                 | 6                  | 6                  | 1006               |                      |
| H7                 | 7                  | 7                  | 1007               |                      |

| 小浜線基準← 敦賀城崎温泉 → ← 大阪／浜坂姫路 → | 小浜線基準← 敦賀城崎温泉 → ← 大阪／浜坂姫路 → | 小浜線基準← 敦賀城崎温泉 → ← 大阪／浜坂姫路 → | 小浜線基準← 敦賀城崎温泉 → ← 大阪／浜坂姫路 → | 小浜線基準← 敦賀城崎温泉 → ← 大阪／浜坂姫路 → | 小浜線基準← 敦賀城崎温泉 → ← 大阪／浜坂姫路 → |
| --------------------------------------------- | --------------------------------------------- | --------------------------------------------- | --------------------------------------------- | --------------------------------------------- | --------------------------------------------- |
| 編成 番号                                     | キロ 189                                      | キロ 188                                      | キロ 189                                      | 改造日                                        | 備考                                          |
| H5                                            | 7005                                          | 7005                                          | 8005                                          | 2024/06/28                                    | はなあかり                                    |

## 運用

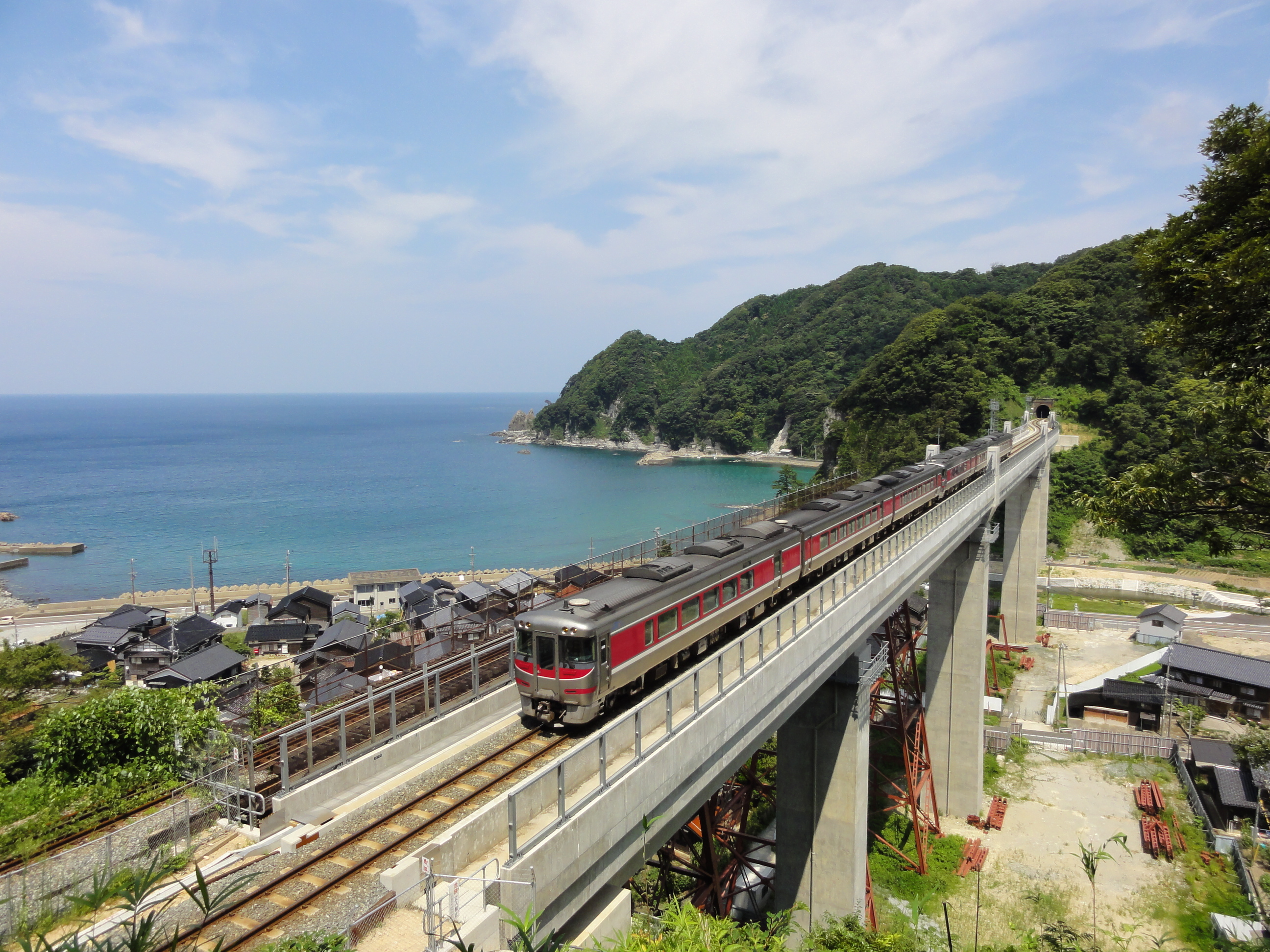
余部橋梁を渡るキハ189系
（特急「はまかぜ」）

2024年（令和6年）10月1日現在、吹田総合車両所京都支所（旧：京都総合運転所）に3両編成×7本（H1 - H7編成）が配置されている。
特急「はまかぜ」として大阪駅 - 鳥取駅間（JR神戸線・播但線・山陰本線経由）で運用されるほか、2014年（平成26年）3月17日より、平日ダイヤでの運転日のみ「はまかぜ」6号の間合い運用として、通勤特急「らくラクびわこ（旧：びわこエクスプレス）」4号（大阪発草津行き）にも充当されている。いずれも3両編成を基本としているが、多客時には3両編成を2本連結した6両編成で運行される。
臨時列車としては、2011年（平成23年）1月8日からは、冬季臨時列車である「かにカニはまかぜ」（大阪駅 - 浜坂駅間）にも使用されているほか、2011年（平成23年）6月からは、播磨地区から奈良方面の修学旅行列車としても運用されている。
また、山陰デスティネーションキャンペーン開催に合わせ、2012年（平成24年）10月6日から11月25日までの土曜・休日に、臨時特急「スーパーまつかぜ」96号・97号（鳥取駅 - 出雲市駅間）に、2018年（平成30年）7月1日から9月30日までの土曜・休日（一部を除く）で、臨時特急「大山」1・2・4号（鳥取駅 - 米子駅間）にそれぞれ充当された。

## 観光列車「はなあかり」

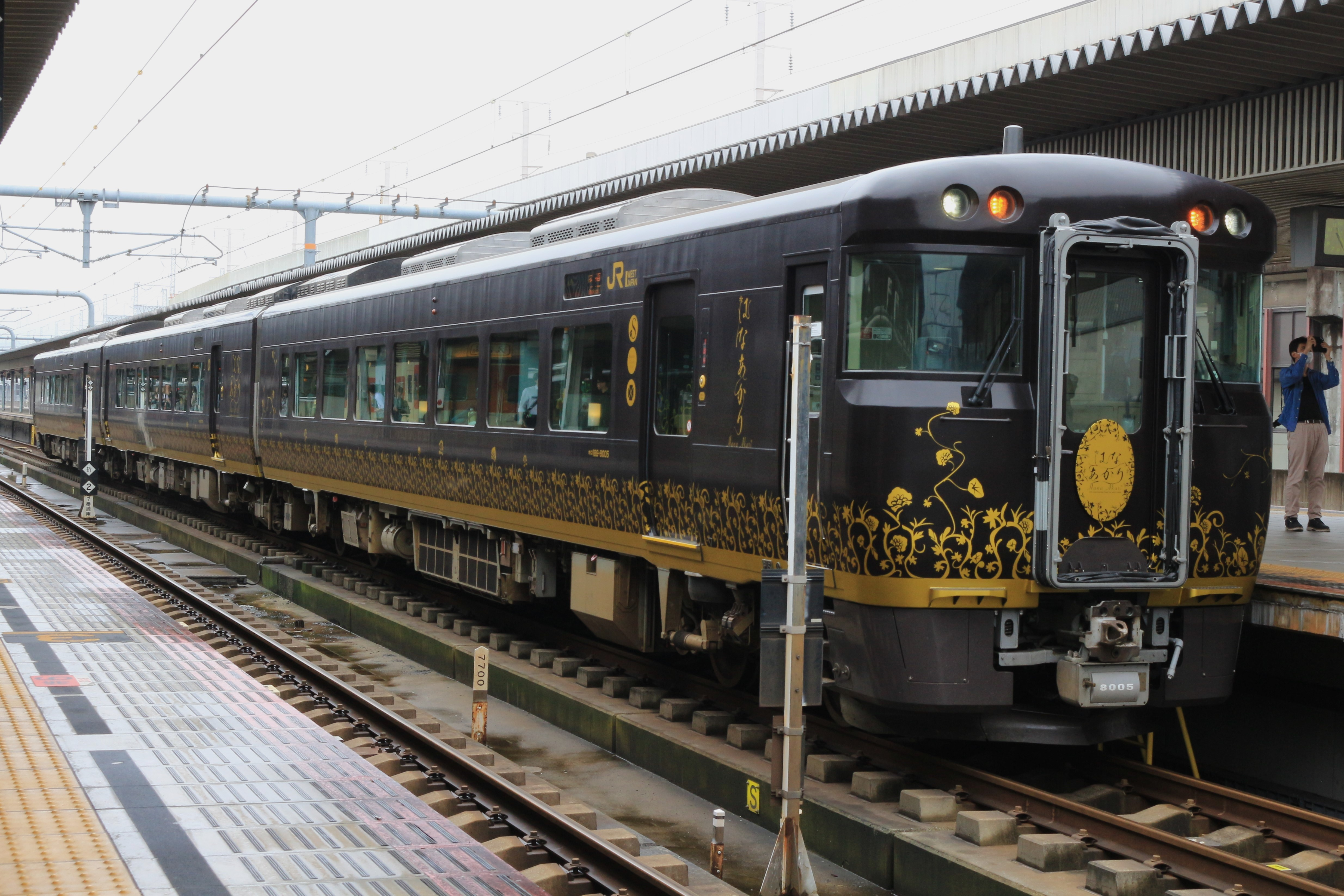
観光列車「はなあかり」
（2025年5月17日 姫路駅）

2022年（令和4年）10月12日、JR西日本は地域の華（はな）を列車に集めて、お客様と地域の縁を結ぶ列車をコンセプトとして、キハ189系を改造した観光列車を2024年（令和6年）秋に導入予定であることを発表し、同年10月5日から運転を開始した。
2023年（令和5年）10月25日、列車名が「はなあかり」に決定したと発表した。
2024年（令和6年）6月27日、後藤総合車両所本所で「はなあかり」に改造されたH5編成（キロ189-7005+キロ188-7005+キロ189-8005）の出場試運転が行われている。全車グリーン車でキハからキロへ変更され、元番号+7000となっている。車両デザインは川西康之が担当。